# Surtees TS14
De Surtees TS14 was een Formule 1-raceauto die werd gebouwd en gebruikt door de Surtees Racing Organisation in 1972 en als Surtees TS14A in 1973. Het was de eerste F1-auto die voldeed aan het kreukelzone-voorschrift en de laatste waarmee John Surtees zelf racete.

## Voorgeschiedenis
Oud-motorcoureur John Surtees behaalde zijn laatste van zes wereldtitels in het seizoen 1960 zowel in de 350- als de 500cc-klasse. In dat jaar reed hij ook zijn eerste races in de Formule 1. Hij reed voor teams als Lotus, Cooper, Lola en Ferrari, waarmee hij in het seizoen 1964 ook F1-wereldkampioen werd. In 1966 begon hij zijn eigen Surtees Racing Organisation, toen nog in de Formule 5000 met de Surtees TS5. Uit die auto groeide de eerste Formule 1-auto, de Surtees TS7 (1970), gevolgd door de Surtees TS9 (1971-1972). 

## Surtees TS14
De Surtees TS14 was de eerste auto die helemaal door John Surtees zelf was ontwikkeld. Het was de eerste Formule 1-auto die voldeed aan de kreukelzone-richtlijn. De TS14 onderscheidde zich uiterlijk vooral van de TS9(B) door de langwerpige, hoekige luchtinlaat boven de motor. Die motor was de veelgebruikte Ford-Cosworth DFV 3.0 V8, die Surtees ook al jarenlang toepaste. In het seizoen 1972 gebruikten de Surtees-rijders Mike Hailwood, Tim Schenken en Andrea de Adamich nog de Surtees TS9B, maar in de tiende Grand Prix, de GP van Italië, reed Surtees zelf voor het eerst met de TS14. Hij viel uit door een defect brandstofsysteem. Surtees nam de auto mee naar de Amerikaanse Grand Prix, maar stond hem daar af aan Tim Schenken, die met wielophangingsproblemen uitviel. 

## Surtees TS14A

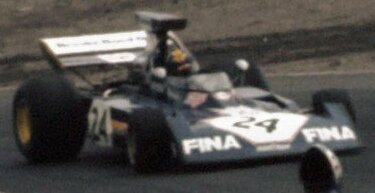
Carlos Pace onderweg naar de zevende plaats, Zandvoort 1973

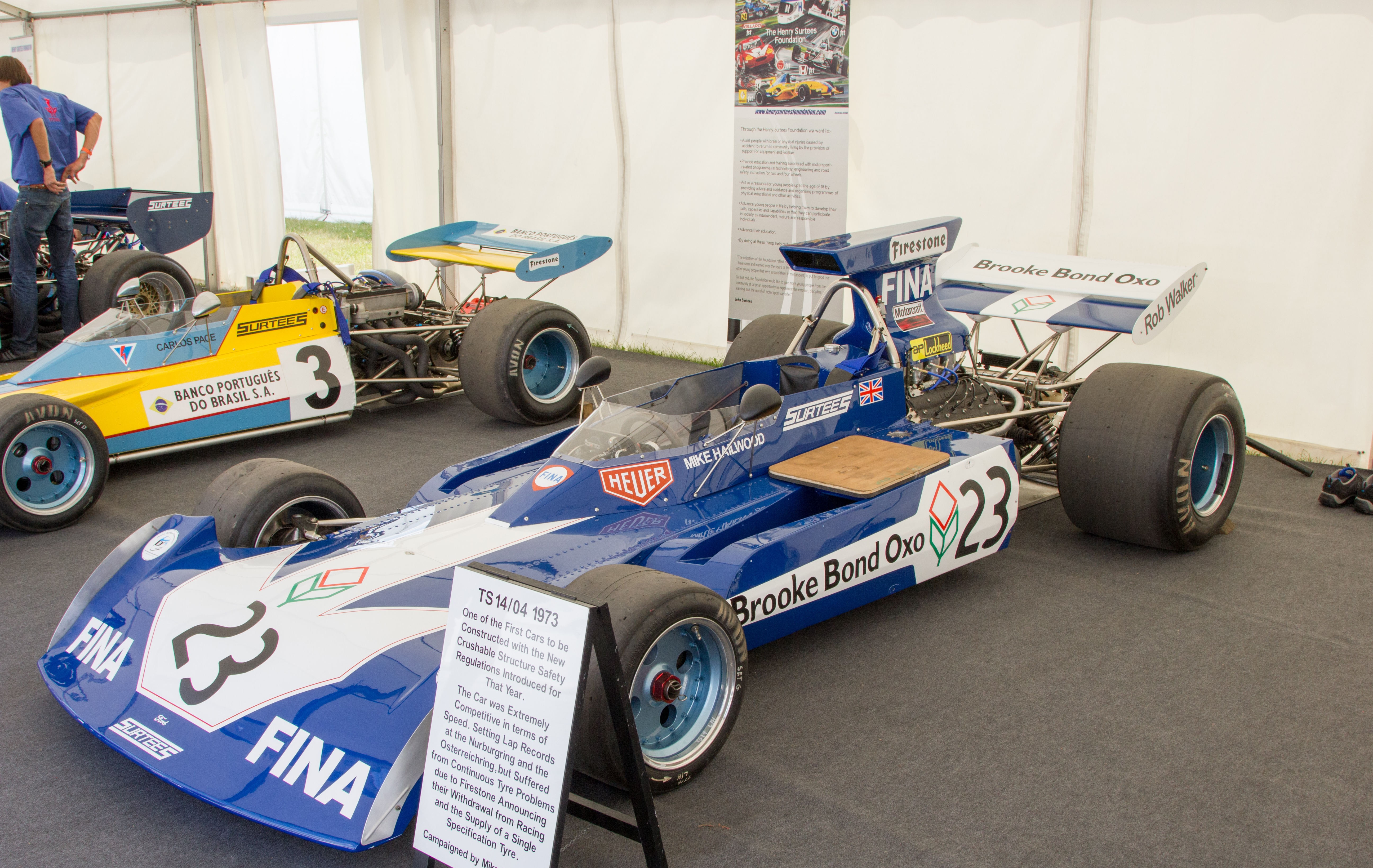
Surtees TS14, tentoongesteld in 2014 op Goodwood. Op de achtergrond de Surtees TS15 Formule 2-auto

De vernieuwde Surtees TS14A debuteerde in 1973. Mike Hailwood, ook al een voormalig wereldkampioen in de motorrace, bleef bij het team, maar Tim Schenken vertrok naar Williams en werd vervangen door de Braziliaan Carlos Pace. Het werd een teleurstellend seizoen met veel technische problemen. Tijdens de Argentijnse GP vielen beide rijders in dezelfde ronde uit, Hailwood met een defecte wielophanging en Pace met een gebroken tussenas. Tijdens de Grand Prix van Brazilië ging Hailwood's versnellingsbak stuk en Pace viel in zijn thuisrace uit door een defecte wielophanging. Bij de Grand Prix van Zuid-Afrika vielen beide coureurs uit door een ongeval. Pace hield er een lekke band aan over, maar Hailwood crashte met de BRM van de Zwitser Clay Regazzoni. Hailwood wist de bewusteloze Regazzoni uit zijn brandende auto te bevrijden. Hij zou hiervoor later de George Medal voor dapperheid ontvangen. Tijdens de Grand Prix van Spanje viel Hailwood uit door een gebroken tussenas, Pace door een olielekkage. Pas in de Belgische Grand Prix haalde de TS14 voor het eerst de finish: Pace werd achtste met vier ronden achterstand op Jackie Stewart. Hailwood viel uit door een ongeval. In de GP van Monaco werd Hailwood achtste, Pace viel uit door een gebroken tussenas. In de Grand Prix van Zweden werd Pace tiende, Hailwood viel uit met bandenproblemen. Tijdens de GP van Frankrijk werd Pace dertiende, Hailwood viel uit door een olielekkage. Tijdens de Britse Grand Prix startte Jochen Mass voor het eerst met een Surtees, maar zowel Mass, Hailwood als Pace vielen uit bij een ongeval in de eerste ronde waarbij ook Jody Scheckter, Jean-Pierre Beltoise, Andrea de Adamich, Roger Williamson, George Follmer, Jackie Oliver en Graham Hill betrokken waren. Hill was de enige die de race (toen) nog niet hoefde te staken, maar viel later ook uit. Bij de Grand Prix van Nederland werd Pace zevende, Hailwood viel uit met elektische problemen. Ferrari, March, Ensign, Tecno en Hesketh namen om verschillende redenen niet deel aan de GP van Duitsland. Om het startveld aan te vullen zetten McLaren, Brabham en Surtees elk drie auto's in. Voor Surtees was Jochen Mass de derde rijder. Carlos Pace reed de snelste ronde en scoorde ook de eerste punten met de Surtees TS14 door als vierde te finishen. Mass werd zevende en Hailwood veertiende. In de Grand Prix van Oostenrijk deed Pace het nog beter. Hij reed opnieuw de snelste ronde en eindigde als derde op het podium. Hailwood werd slechts tiende. In de GP van Italië werd Hailwood zevende, maar Pace viel uit met een bandenprobleem. Tijdens de GP van Canada ontstond grote verwarring. Slicks waren nog relatief nieuw, maar het weer noodzaakte de teams om toen nog ongebruikelijke pitstops te maken. De pitstraat was niet ingericht voor veel auto's tegelijk, waardoor sommige rijders een ronde wachtten en enkele zelfs alleen door de pits konden rijden toen ze zagen dat er geen ruimte was om te stoppen. Howden Ganley, Mike Hailwood, Peter Revson en James Hunt werden als eerste afgevlagd, maar uiteindelijk werd Revson tot winnaar uitgeroepen, Hailwood werd negende en Carlos Pace slechts achttiende. Jochen Mass mocht weer starten in de Amerikaanse Grand Prix, maar viel uit door motorproblemen. Hailwood en Pace vielen allebei uit door problemen met hun wielophanging. 
Surtees sloot het seizoen 1973 af met een teleurstellende zevende plaats in het constructeurskampioenschap, zeker na de vijfde plaats in het seizoen 1972. Voor het seizoen 1974 werd een nieuwe auto ontwikkeld, de Surtees TS16.

## Resultaten wereldkampioenschap Formule 1
(Races in cursief geven de snelste ronde aan)
| Jaar | Team                         | Chassis | Motor                    | Banden | Coureur       | 1       | 2       | 3       | 4       | 5       | 6       | 7       | 8       | 9       | 10      | 11      | 12      | 13      | 14      | 15      | Punten | WCC |
| ---- | ---------------------------- | ------- | ------------------------ | ------ | ------------- | ------- | ------- | ------- | ------- | ------- | ------- | ------- | ------- | ------- | ------- | ------- | ------- | ------- | ------- | ------- | ------ | --- |
| 1972 | Team Surtees                 | TS14    | Ford Cosworth DFV 3.0 V8 | F      | John Surtees  | ARG -   | ZAF -   | SPA -   | MON -   | BEL -   | FRA -   | GBR -   | DUI -   | OOS -   | ITA DNF | CAN -   | VST DNS |         |         |         | 0      | -   |
| 1972 | Team Surtees                 | TS14    | Ford Cosworth DFV 3.0 V8 | F      | Tim Schenken  | ARG -   | ZAF -   | SPA -   | MON -   | BEL -   | FRA -   | GBR -   | DUI -   | OOS -   | ITA -   | CAN -   | VST DNF |         |         |         | 0      | -   |
| 1973 | Brooke Bond Oxo Team Surtees | TS14A   | Ford Cosworth DFV 3.0 V8 | F      | Mike Hailwood | ARG DNF | BRA DNF | ZAF DNF | SPA DNF | BEL DNF | MON 8e  | ZWE DNF | FRA DNF | GBR DNF | NED DNF | DUI 14e | OOS 10e | ITA 7e  | CAN 9e  | VST DNF | 7      | 7e  |
| 1973 | Brooke Bond Oxo Team Surtees | TS14A   | Ford Cosworth DFV 3.0 V8 | F      | Carlos Pace   | ARG DNF | BRA DNF | ZAF DNF | SPA DNF | BEL 8e  | MON DNF | ZWE 10e | FRA 13e | GBR DNF | NED 7e  | DUI 4e  | OOS 3e  | ITA DNF | CAN 18e | VST DNF | 7      | 7e  |
| 1973 | Team Surtees                 | TS14A   | Ford Cosworth DFV 3.0 V8 | F      | Jochen Mass   | ARG -   | BRA -   | ZAF -   | SPA -   | BEL -   | MON -   | ZWE -   | FRA -   | GBR DNF | NED -   | DUI 7e  | OOS -   | ITA -   | CAN -   | VST DNF | 7      | 7e  |

## Resultaten niet-kampioenschapsraces Formule 1 (Surtees TS14A)
| Jaar | Team                         | Motor                    | Banden | Coureur       | 1       | 2       |
| ---- | ---------------------------- | ------------------------ | ------ | ------------- | ------- | ------- |
| 1973 | Brooke Bond Oxo Team Surtees | Ford Cosworth DFV 3.0 V8 | F      | Mike Hailwood | ROC DNF | INT DNF |
| 1973 | Brooke Bond Oxo Team Surtees | Ford Cosworth DFV 3.0 V8 | F      | Carlos Pace   | ROC -   | INT DNF |